# Wellington Classic 1988
Il 'Wellington Classic 1988 è stato un torneo di tennis giocato sul cemento.
È stata la 1ª edizione del torneo, che fa parte del Nabisco Grand Prix 1989. Si è giocato a Wellington in Nuova Zelanda dal 28 dicembre 1987 al 3 gennaio 1988.

## Campioni

### Singolare
Ramesh Krishnan ha battuto in finale  Andrej Česnokov con il punteggio di 6–7, 6–0, 6–4, 6–3

### Doppio
Dan Goldie /  Rick Leach hanno battuto in finale  Broderick Dyke /  Glenn Michibata con il punteggio di 6–2, 6–3